# Niigaki Risza
Niigaki Risza (新垣里沙; Jokohama, 1988. október 20. –) japán színésznő és énekesnő. A Morning Musume ötödik generációjának tagja, a csapat hetedik vezetője.

## Élete

### 2001–2002
2001-ben lett a Morning Musume ötödik generációjáénak tagja. 2002 júniusában tagja lett a HAPPY7 kevert csapatnak, majd szerepelt az „Angel Hearts” című drámában, és a „Tokkaekko” című mozifilmben. Ebben az évben lett tagja a Tanpopo-nak Konno Aszami-val, mint harmadik generáció. Decemberben szerepet kapott a „Koinu Dan no monogatari” című filmben.

### 2003–2006
2003-ban tagja lett a Morning Musume Sakura Gumi-nak, majd a 7AIR-nek. 2004-ben jelent meg első önálló photobook-ja. 2005-ben két rádióműsorban is közreműködött, cím szerint a „TBC Fun fiirudo mouretsu moudasshu”-ban, és a „Hello! Pro Yanen!!”. 2006-ban megjelent második szóló photobook-ja, az „Ama Natsu”.

### 2007
2007 elején bekerült a Morning Musume Tanjou 10nen Kinentai elnevezésű csapatba, ami a Morning Musume fennállásának 10. évfordulója alkalmából alakult páratlan generációs tagokból. Ebben az évben Fudzsimoto Miki távozásakor ő lett a csapat alvezetője. Októberben, miután Cudzsi Nozomi bejelentette terhességét, Risza vette át a helyét a „Robby & Kerobby” című anime egy szereplője szinkronhangjaként. Ehhez kapcsolódóan alakult meg az „Athena & Robikerottsu” csapat, melyben ő volt a vezető.

### 2008–2010
2008 nyarán Takahasi Ai-val karöltve a nyolcvanas évek sikeres japán popduóját, a Pink Lady-t játszották a „Hitmaker Aku Yuu Monogatari” című tévéfilmben, később szerepet kapott a „Cinderella” musicalben. 2009-ben tagja lett a ZYX-α-nak, 2010-ben játszott a „Gekijoubon Hontou ni Atta Kowai Hanashi 3D” című filmben.

### 2011–2013
2011 őszén Takahasi Ai távozásával ő lett a Morning Musume vezetője, ekkor Takahasi Ai és ő voltak a csapat életének leghosszabb ideje jelen lévő tagjai kereken 10 évvel. Ebben az évben játszott a „Reborn ~Inochi no Audition~” című színdarabban. 2012 februárjában megnyílt önálló blogja, majd áprilisban fanklub buszturnét tartott. Májusban a leghosszabb tagsági idővel pedig búcsút mondott a Morning Musume-nek. 2013-ban játszott a „Zettai Kareshi” című színdarabban.

### 2014–2018
2014 telén több live-ot is tartott majd tavasszal szerepelt a “Black Film” című horrorfilmben, az év végén pedig a “Kurukuru to Shi to Shitto” című színdarabban. 2015-ben láthattuk a “Otona e Novel” című mini drámában, 2016-ban a “Akatsuki no Yona” című színdarabban, 2017-ben pedig a “Romancing SaGa THE STAGE ~Loanne ga Moeru Hi~” és a “Risako no Gachikoi ♡ Haiyuu Numa” című színdarabokban. 2016-ban feleségül ment a színész Kotani Josikazu-hoz, de házasságuk másfél év után véget ért.

## Filmográfia
Filmek
- 2002 – Tokkaekko (とっかえっ娘。)

- 2003 – Koinu Dan no Monogatari (子犬ダンの物語)

Drámák
- 2002 – Angel Hearts
- 2002 – Ore ga Aitsu de Aitsu ga Ore de (おれがあいつであいつがおれで)
- 2008 – Hitmaker Aku Yū Monogatari as Kei from Pink Lady

## Diszkográfia
Digitálid kislemezek
- [2010.12.10] Seinaru Kane ga Hibiku Yoru (聖なる鐘がひびく夜)
- [2011.01.26] Egao ni Namida ~THANK YOU! MY DEAR FRIENDS~ (笑顔に涙～THANK YOU! DEAR MY FRIENDS～)
- [2011.01.26] Onegai Miwaku no Target (お願い魅惑のターゲット)
- [2011.01.26] Koi no Hana (恋の花)
- [2011.01.26] Koi wo Shichaimashita! (恋をしちゃいました!)
- [2011.01.26] Kousui (香水)
- [2011.01.26] Furusato
- [2011.01.26] Manatsu no Kousen (真夏の光線)
- [2011.01.26] LOVE Namida Iro (LOVE涙色)

Kislemezek
- [2004.12.04] Furusato (ふるさと)
- [2012.04.11] Egao ni Namida ~THANK YOU! MY DEAR FRIENDS~

Albumok
- [2012.09.05] Hello Cover (ハロカバ)

## Külső linkek
- Hivatalos blog Archiválva 2012. április 14-i dátummal a Wayback Machine-ben
- Morning Musume: Hivatalos Hello! Project profil Archiválva 2011. szeptember 25-i dátummal a Wayback Machine-ben
- Niigaki Risza  az IMDb-n